# Theresianum

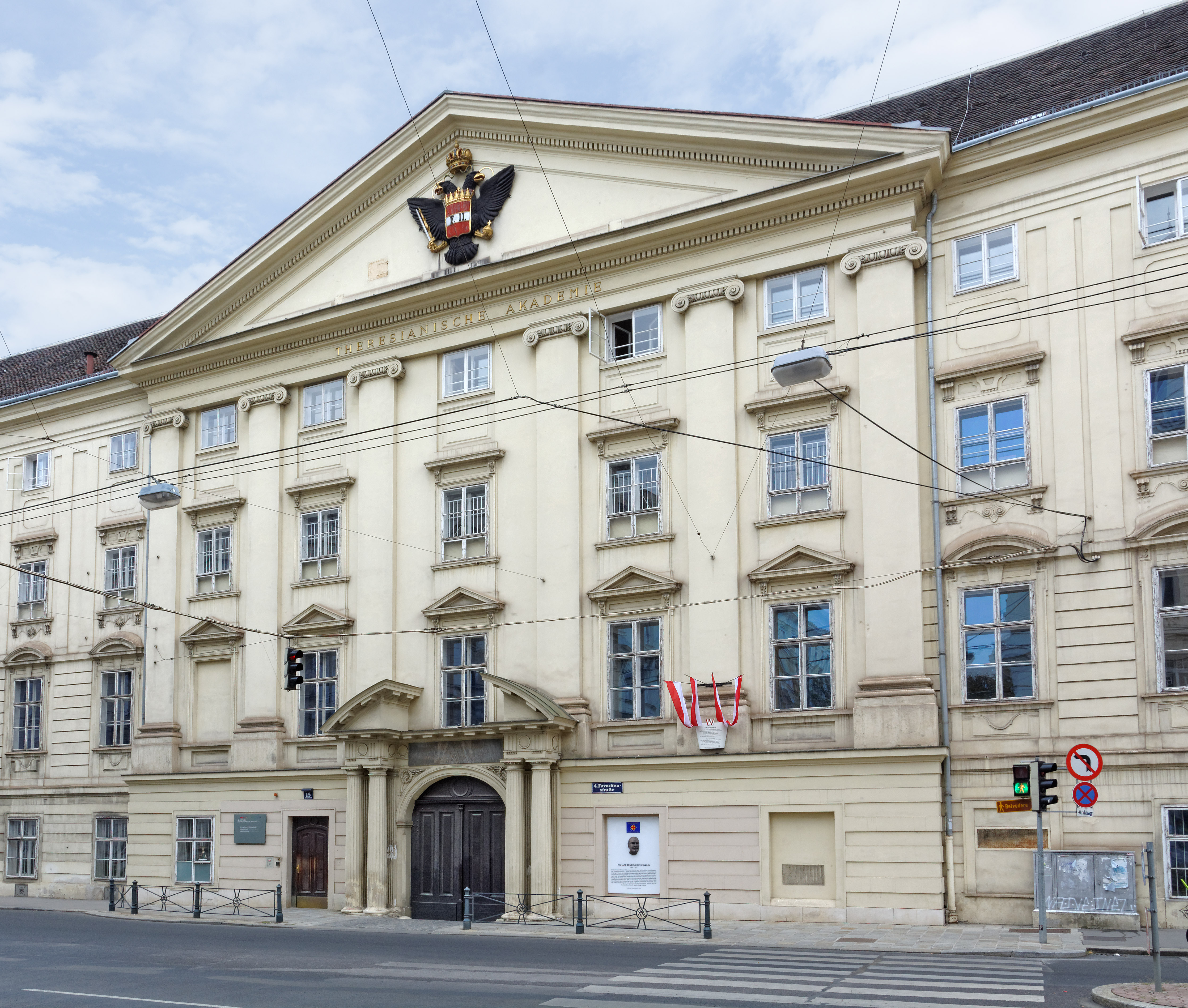
Het Theresianum in paleis Neue Favorita in Wenen

Het Theresianium (Duits: Stiftung Theresianische Akademie) is een privéschool in de Oostenrijkse hoofdstad Wenen, onderworpen aan de wetgeving die geldt voor openbare scholen.

## Geschiedenis

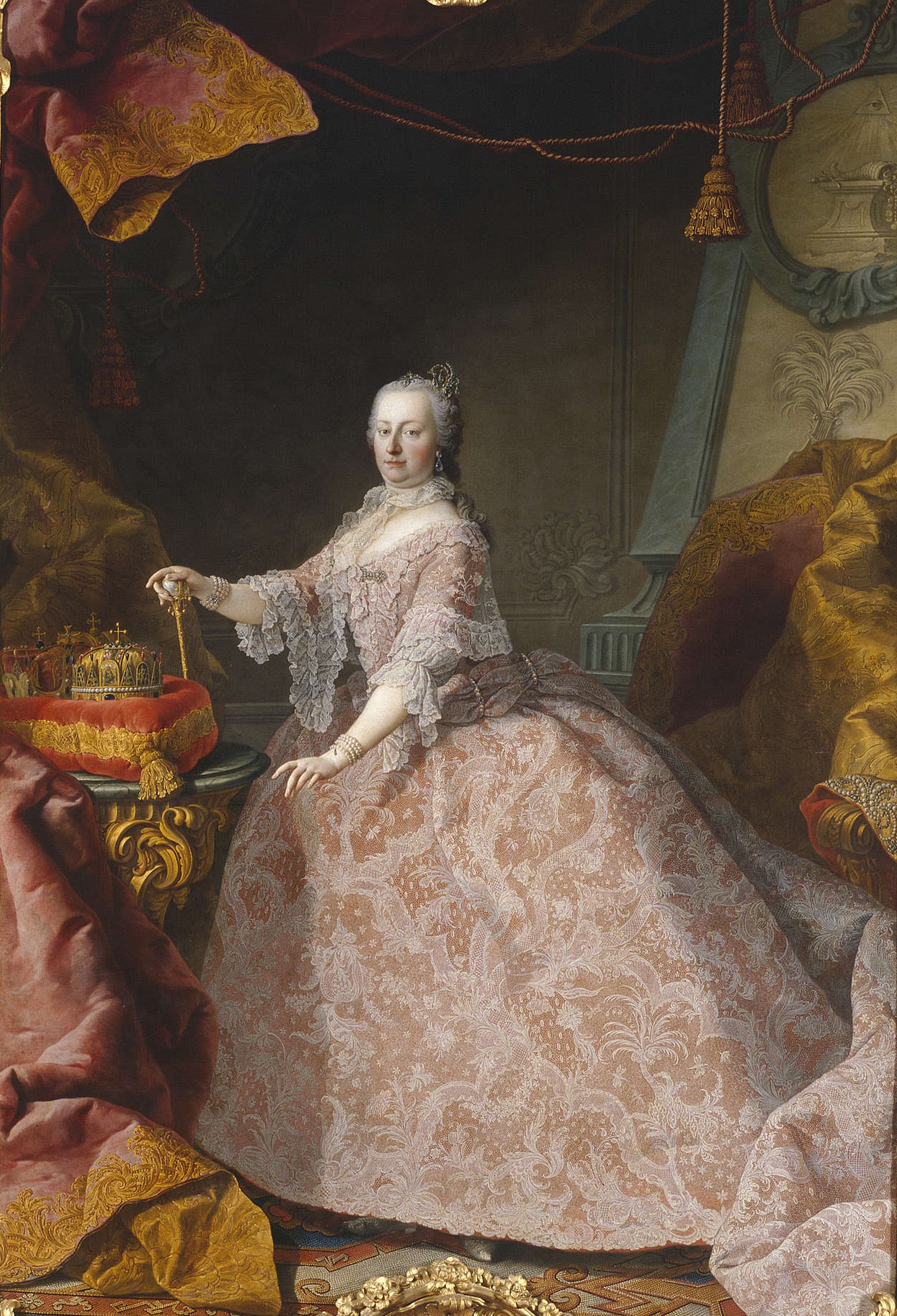
De Habsburgse keizerin Maria Theresia stichtte het Theresianum in 1746

### Voorgeschiedenis (1614–1746)
In 1614 kochten de Habsburgers de hoeve Angerfeldhof, net buiten Wenen, op en renoveerden deze. Favorita, zoals ze de hoeve herdoopten, werd de keizerlijke zomerresidentie en werd in de tweede helft van de zeventiende eeuw zo een mondaine ontmoetingsplaats. Bij het Beleg van Wenen in 1683 brandde Favorita af, maar in de loop van de decennia erop werd een groter en glansrijker gebouw (Neue Favorita) gebouwd, waarin drie keizers van het Heilige Roomse Rijk resideerden: Leopold I, Jozef I en Karel VI. Toen Karel VI hier in 1740 stierf, besloot zijn dochter Maria Theresia om nooit meer een voet in het gebouw te zetten.

### Theresianum (1746–1957)
In 1746 verkocht Maria Theresia het kasteel voor 30.000 gulden aan de jezuïeten om er een onderwijsinstelling in in te richten en getalenteerde jonge mannen op overheidsdienst voor te bereiden. Zoals bepaald in de oprichtingsbrieven moest deze nieuwe keizerlijke academie, onder bescherming van de keizerin, onderworpen zijn aan een strenge selectie, de hoogste wetenschappelijke en pedagogische standaarden en onderricht in eigentijdse vreemde talen.
In 1773 ontbond Maria Theresia's zoon Jozef II de orde der jezuïeten en was het Theresianum ook tijdelijk gesloten. Pas meer dan twintig jaar later, in 1797, heropende Frans II de academie onder leiding van de orde der piaristen. Onder Frans II werd ook de neoclassicistische voorgevel afgewerkt, alsook enkele bijkomstige faciliteiten, zoals een zwembad. Na het revolutiejaar 1848 besloot keizer Frans Jozef om  het Theresianum ook open te stellen voor "zonen van de bourgeoisie" en onder toezicht van het openbare onderwijs te plaatsen.
In 1883 werd in Neue Favorita ook de Consulaire Academie ondergebracht, 's werelds oudste diplomatieschool, die door Maria Theresia als de Oriëntaalse Academie was opgericht. Tegen het einde van de Eerste Wereldoorlog waren de eigendommen van de school in Oostenrijk, Hongarije en andere delen van de Donaumonarchie verkocht. In 1938, na de Anschluss, werd het Theresianum omgebouwd tot een Nationalpolitische Erziehungsanstalt. Tijdens de Tweede Wereldoorlog werden het gebouw zodanig verwoest, dat het pas na ingrijpende renovatiewerken in 1957 kon worden heropend.

### Recente geschiedenis (1964-nu)

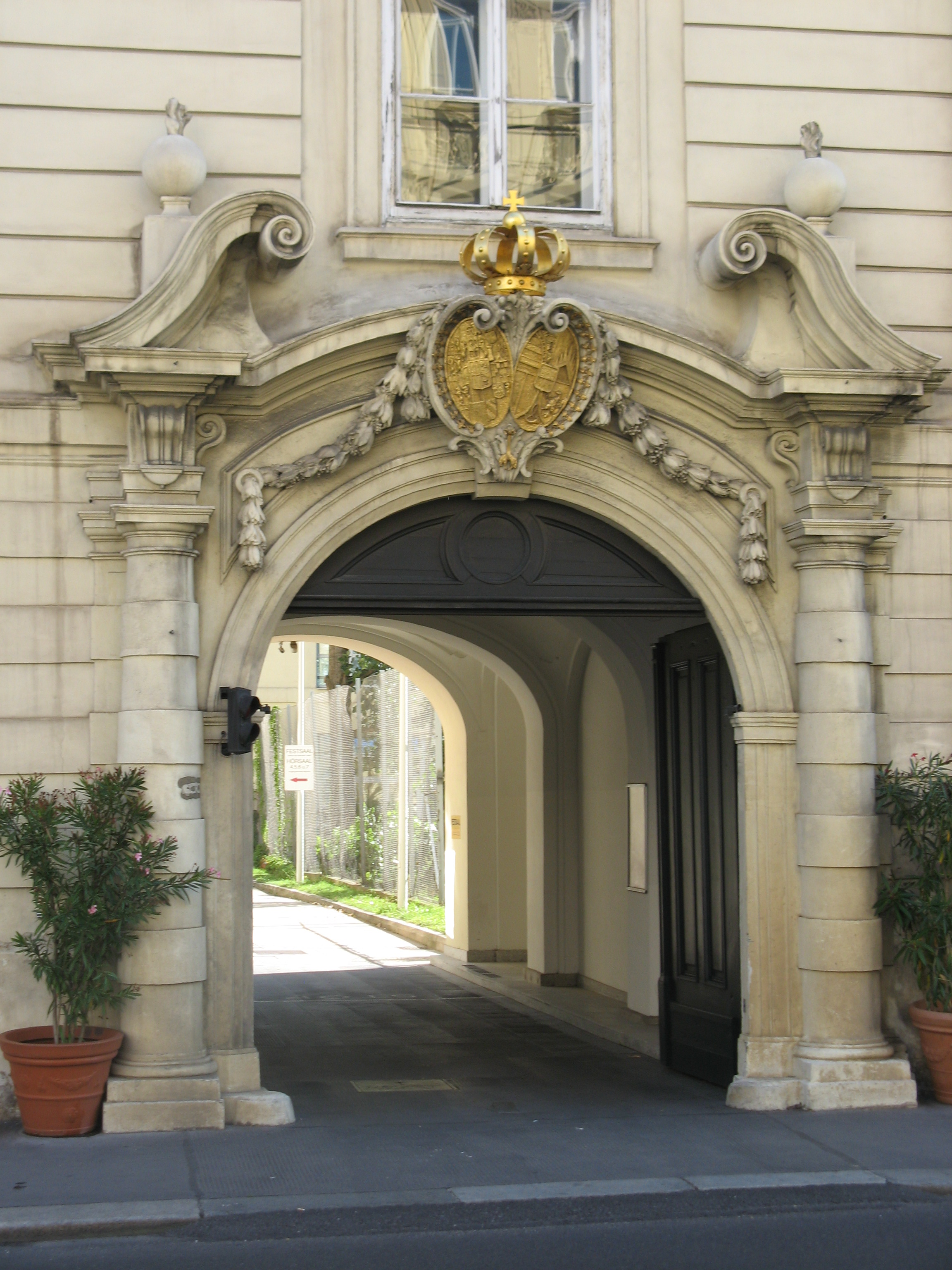
Toegang tot de Diplomatische Academie, naast het Theresianum

In 1964 werd de Diplomatische Academie van Wenen als opvolger van de Consulaire Academie heropend in Neue Favorita. Onder zijn alumni bevinden zich onder anderen voormalig secretaris-generaal van de Verenigde Naties Kurt Waldheim, alsook verschillende Europese ministers en topambtenaren.
Gemengd onderwijs werd ingevoerd aan het Theresianum aan het einde van de jaren 1980. De eerste vrouwelijke lesgeefsters begonnen in 1988, de eerste vrouwelijke studenten werden een jaar later toegelaten. In 1993 werd de eerste directrice aangesteld.

## Filosofie
Gebaseerd op Maria Theresia's stichtingsbrieven, streeft het Theresianum er vandaag nog steeds naar om "Oostenrijkers te onderrichten met zelfvertrouwen, alsook Europeanen met een internationale blik". Door middel van tolerantie en menselijkheid, wil de school zijn studenten klaarstomen voor verantwoordelijke rollen in de samenleving. Andere principes van het Theresianum zijn onder andere academische uitmuntendheid, maatschappelijke verantwoordelijkheid en internationaal succes.